# エピデンドラム属
エピデンドラム属、エピデンドルム属（エピデンドラムぞく、学：Epidendrum）はラン科の属の一つ。または、エピデンドラム属に含まれる植物の総称。洋ランとして幅広く知られ、親しまれている。

## 特徴
中南米に多く棲息している着生ランであり、花色はオレンジ色を中心に暖色系の花が数多くある。現在の日本ではリードステムエピデンドラム（ラディカンス種）の交雑種が流通の大半を占める。この系統以外のエピデンドラムは原種ランとして流通している事が多い。他のラン科の種と比べると、本種は茎がかなり伸びて直立し、自生地では長さが1mにもある事がある。先端に小さい花の集まりを球状にまとまって咲かせる（傘形花序）。この事から切り花、生け花にも利用される。常緑性であり、主に日本では夏の時期に花を見る事が出来る。花の寿命は長く、周囲の環境に依存するが、3ヶ月程度花が持つ。低地原産の為、暑さには比較的強い。ただし、寒さには弱く、５℃以下では枯死する危険性があるので、通年して栽培する為には、防寒対策が必要である。また、強い日光では葉焼けのおそれがあるので、寒冷紗等で遮光して育てる。１月１１日、６月１３日、１１月２３日の誕生花であり、花言葉には、「判断力」「可憐な恋」「孤高への憧れ」「囁き」などがある。日本にいつ渡来したかは不明。

## 栽培方法
植え付け、植え替えには4～６月が適期である。継続した加湿状態を嫌う為、用土はヤシがらや、ミズゴケなど、通気性に富んだ用土を選ぶ。土で育てる場合は、粗孔隙の多いバーク堆肥などが向いている。鉢底に鉢底石を敷くと通気性が更に増すため、尚良い。背が高くなる植物なので、植える鉢は化粧鉢などが良い。これは倒伏対策となる。水やりは、ミズゴケの表面が乾燥して来たら行う。過灌水は根腐れの原因となるので気を付ける。冬は休眠期に入る為、乾燥気味に育てる。葉水を行っても良い。春に緩効性肥料、春～秋の開花期に液体肥料を施肥すると花付きが良くなる。病気の発生源である花殻はこまめに摘み取っておくと病害虫を防げる。増やし方は、株分けがある。以上の事から初心者でも育てやすいランである。稀に害虫のアブラムシが発生する場合がある。

## 利用
ラディカンス種など、花が大きく華やかな品種は、鉢花として多く栽培される。花茎が長い為、生け花、切り花として流通している。

## 名称について
本属の名前の由来は、Epi＋Dendronの合成語である。Epiは「～の上」、Dendronは、「樹木」と言う意味であり、本種が着生ランである事が名前の由来になる。漢名は樹蘭である。

## 下位分類
本属は非常に巨大な属であり、1000種以上知られている。あまりにも数が膨大な為、割愛。雑種に、カトレアとの雑種、エピカトレア、ブラッサボラとの雑種、ブラッソエピデンドラムがある。

## ギャラリー
様々なエピデンドラム。

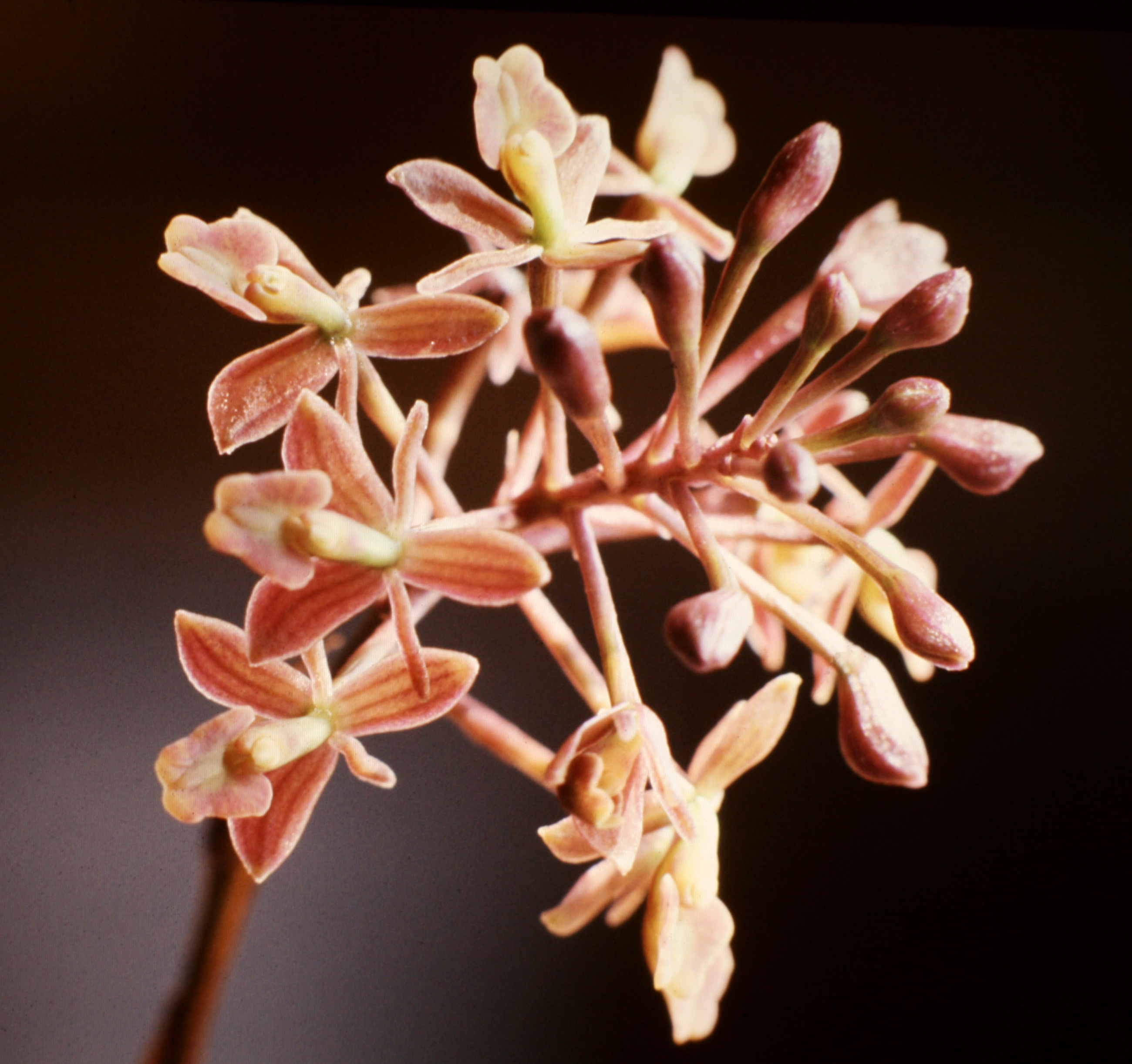
アンセプス種
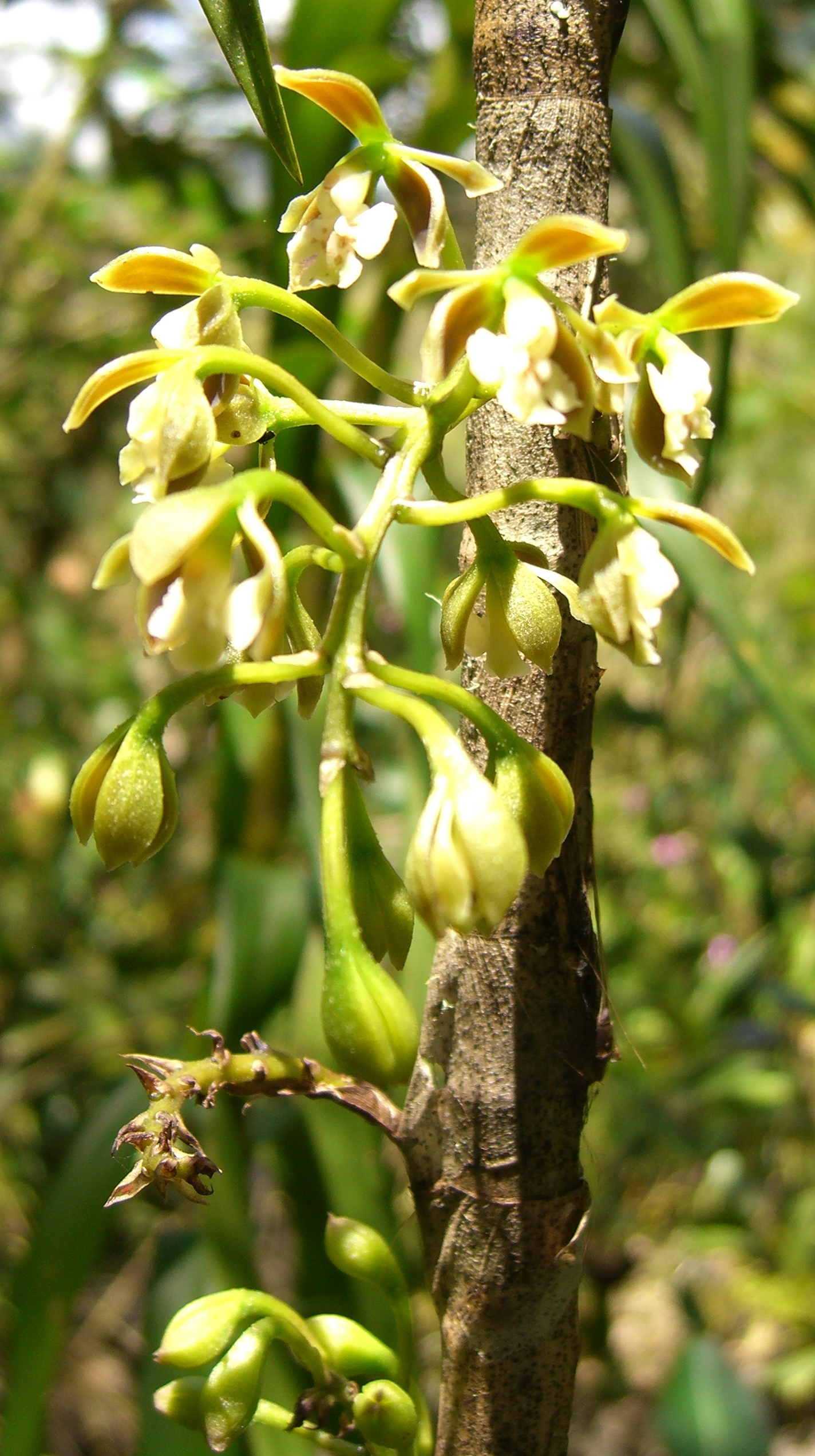
バンブシフォルメ種
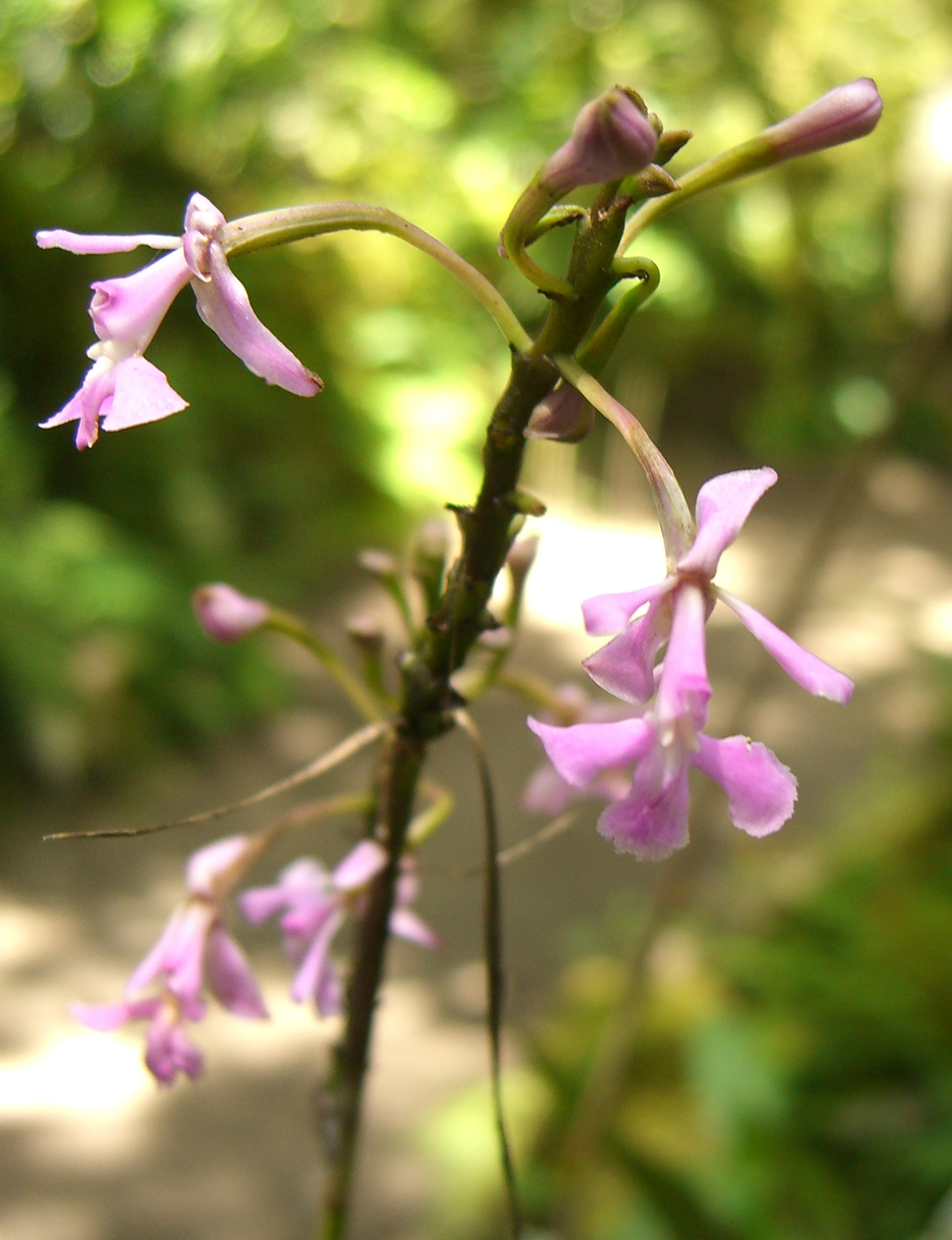
ブレファリステス種
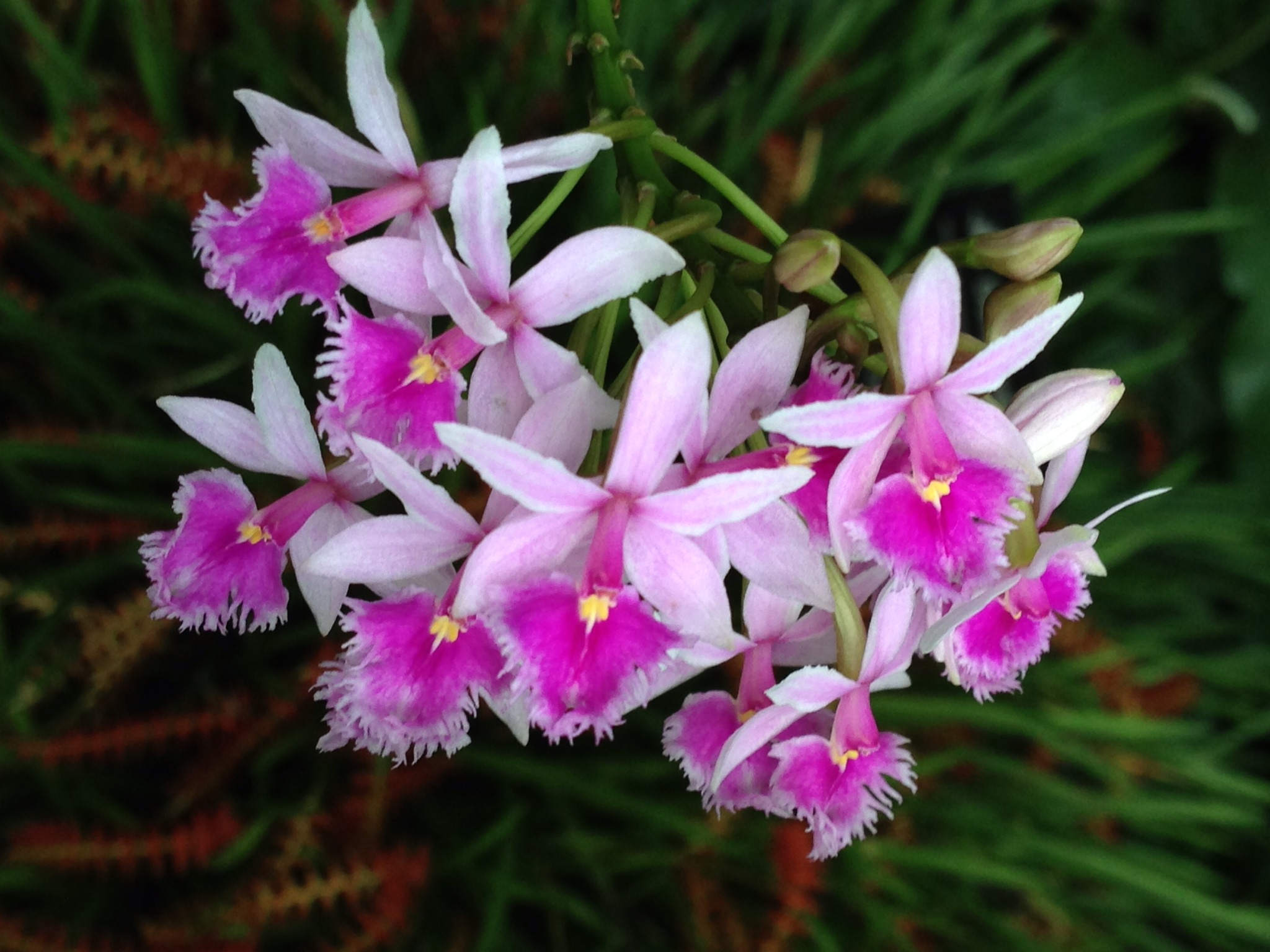
カランスム種
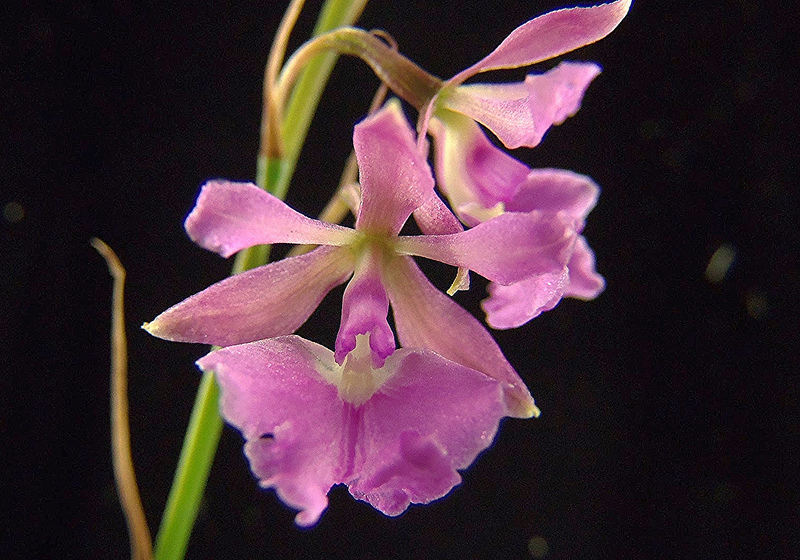
カンペストレ種
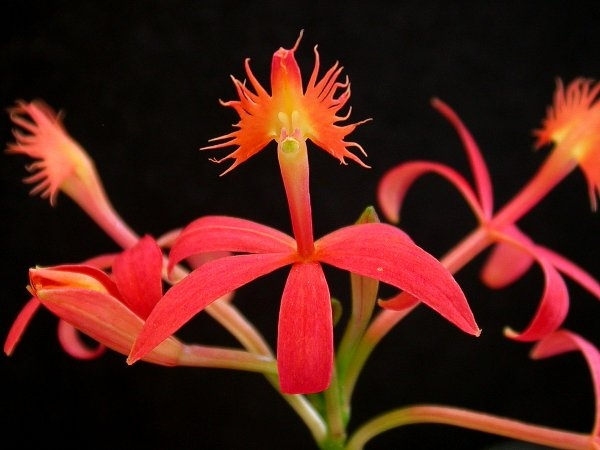
シンナバリヌム種
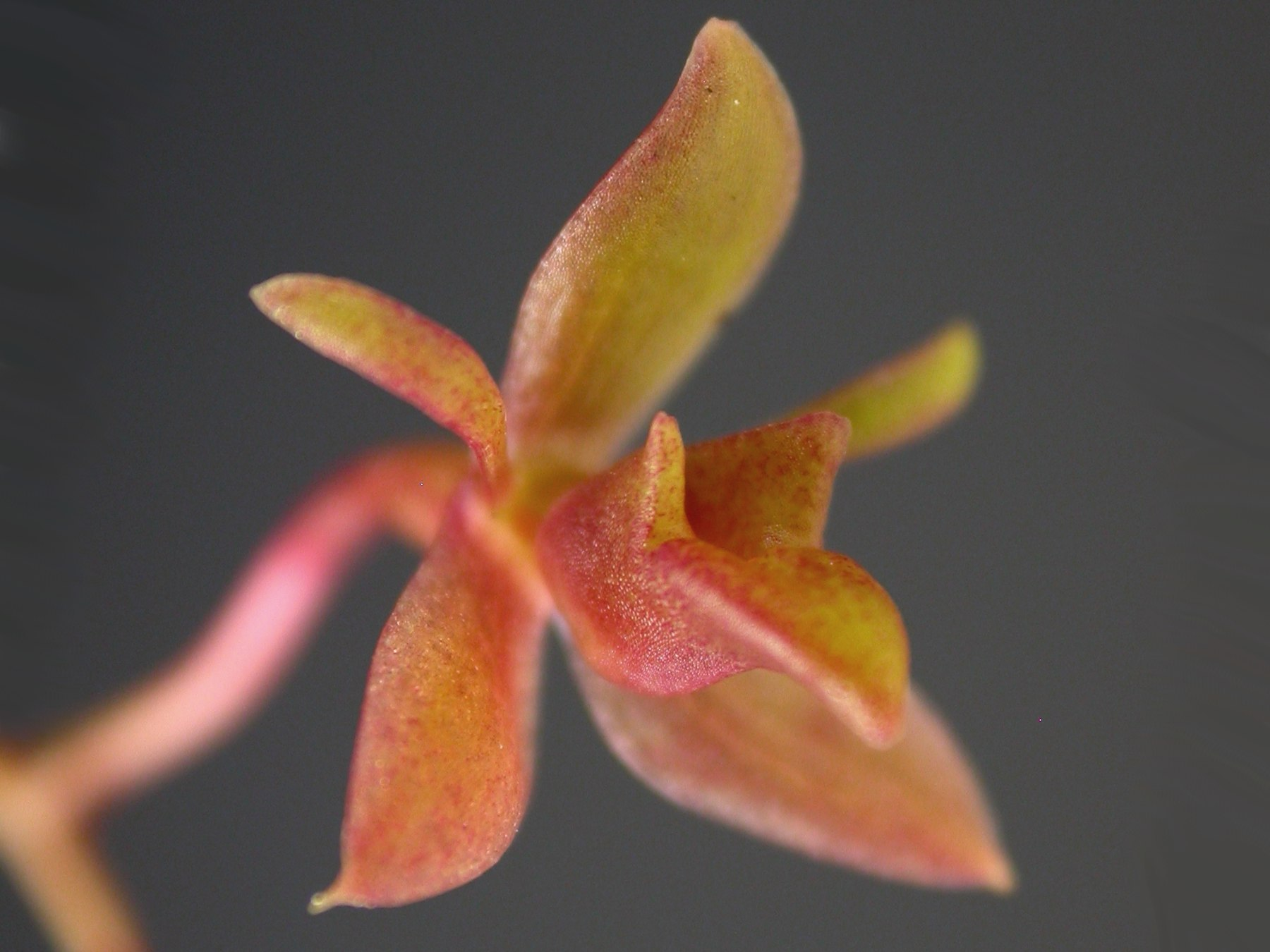
コンプレッスム種
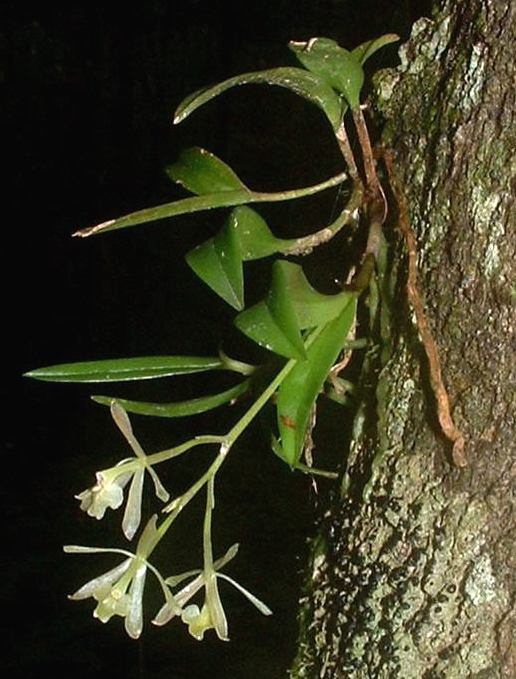
コノスペウム属
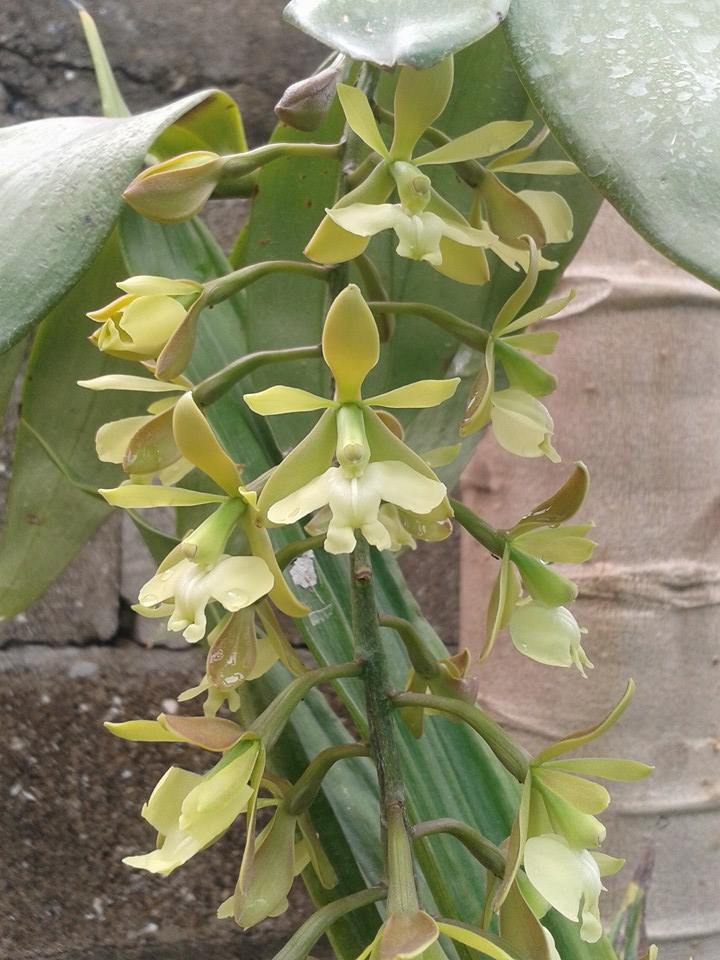
コロナムツム種
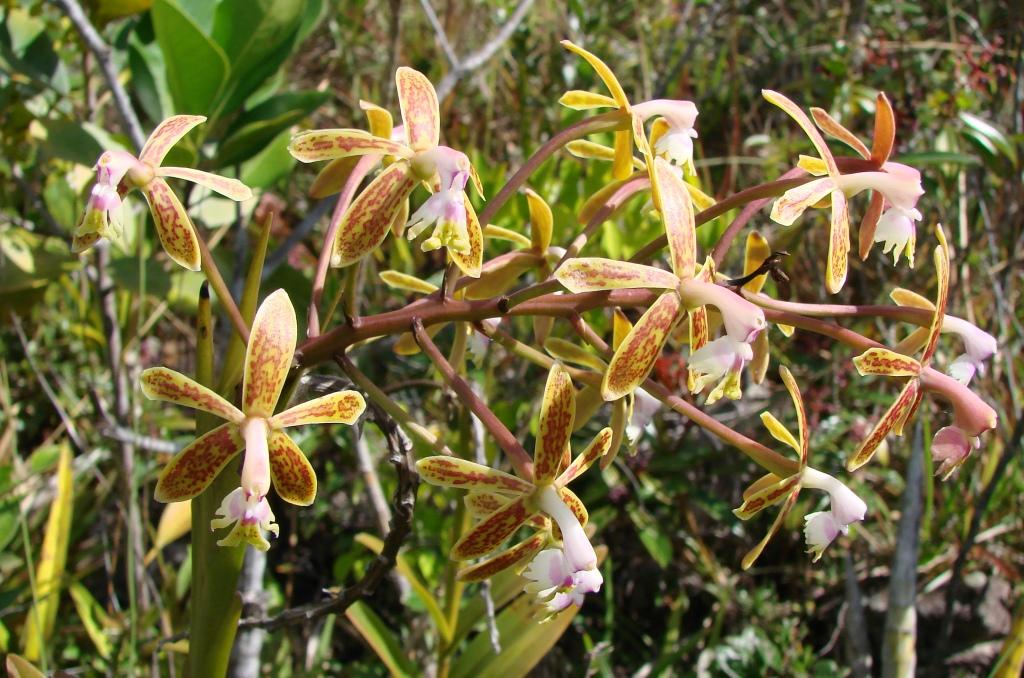
クリスタツム種
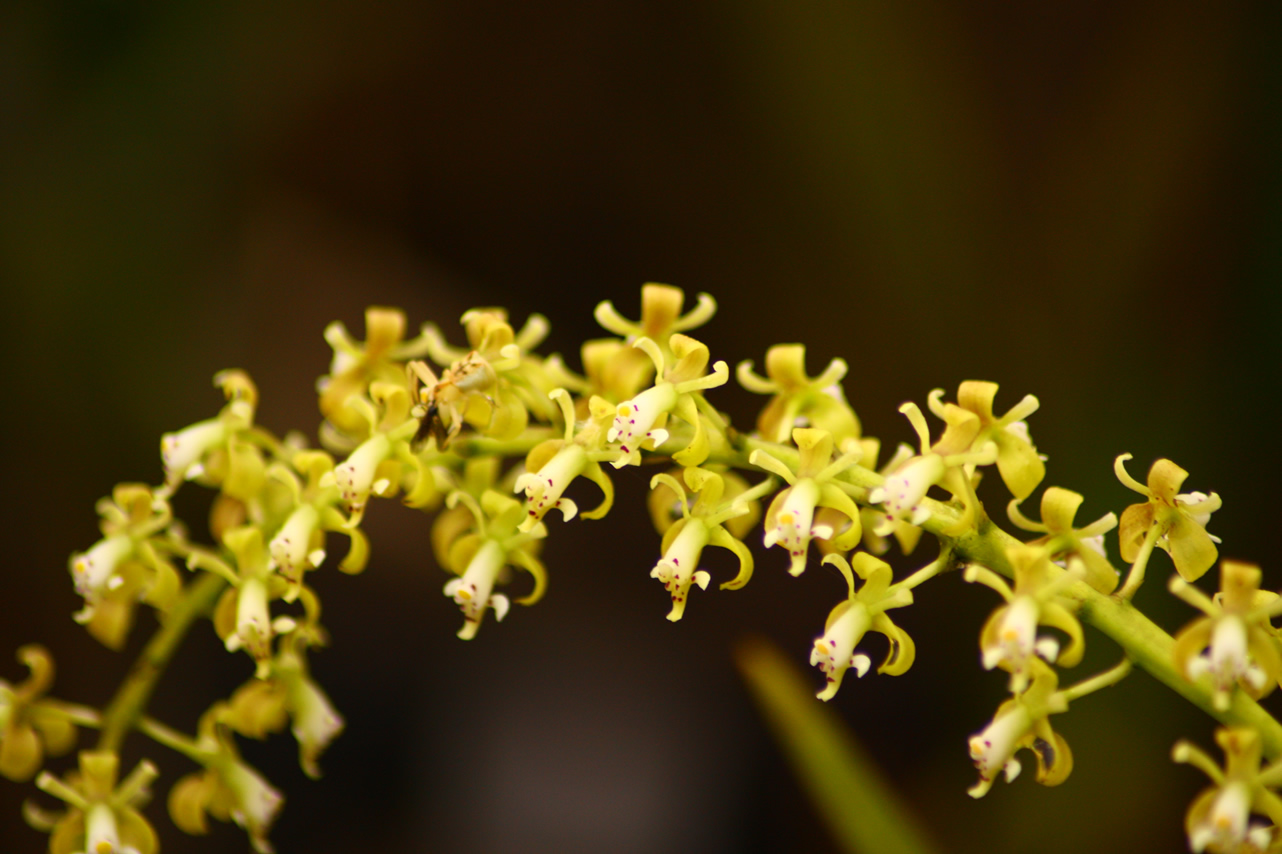
シリンドロスタキス種
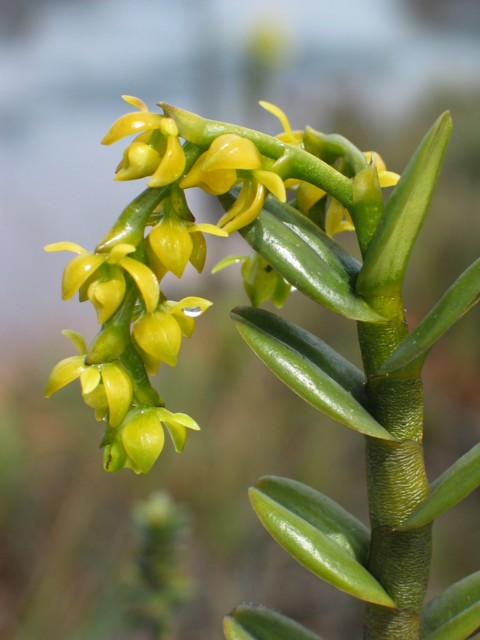
デンドロビオイデス種
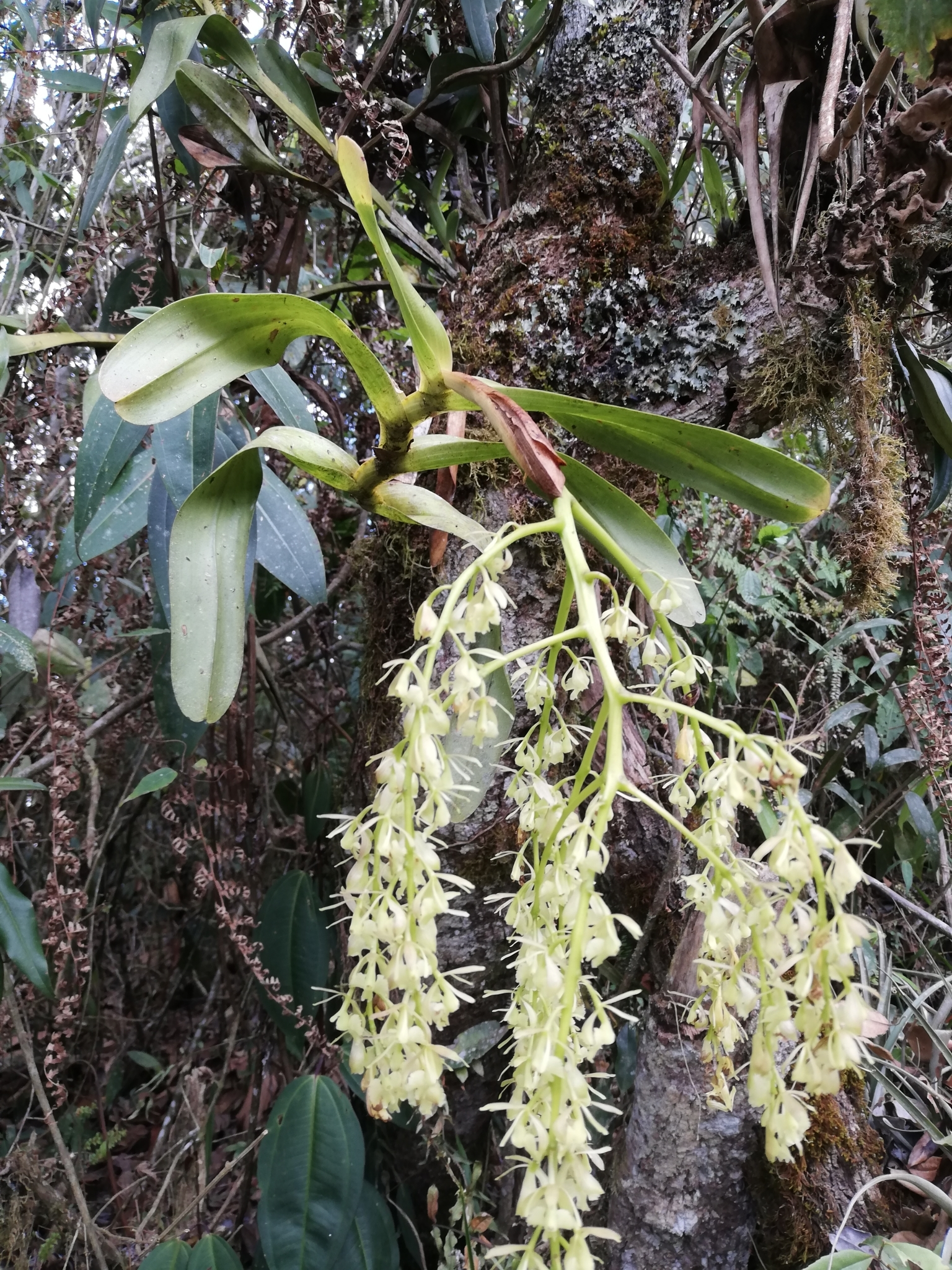
エキザカム種
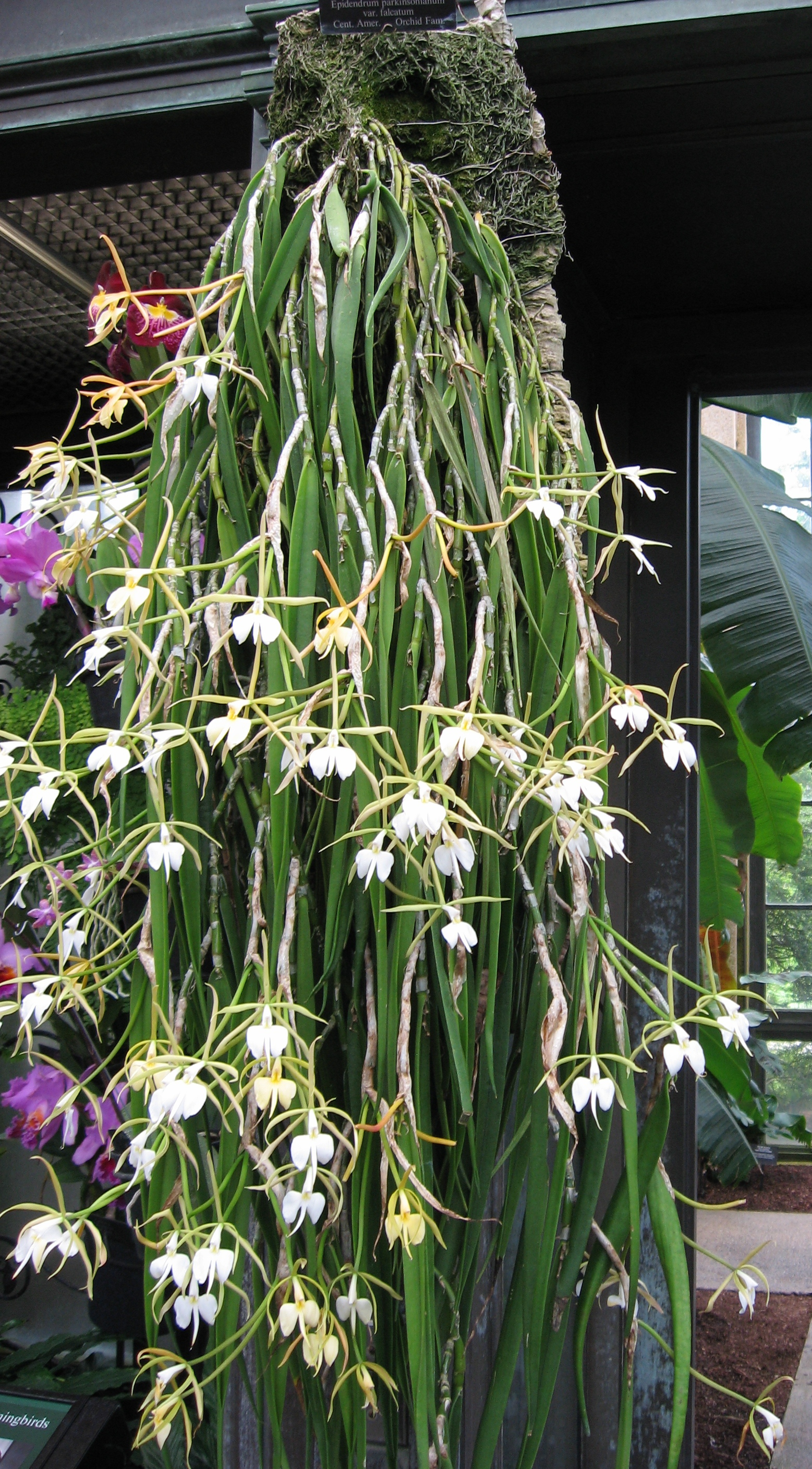
ファルコツム種
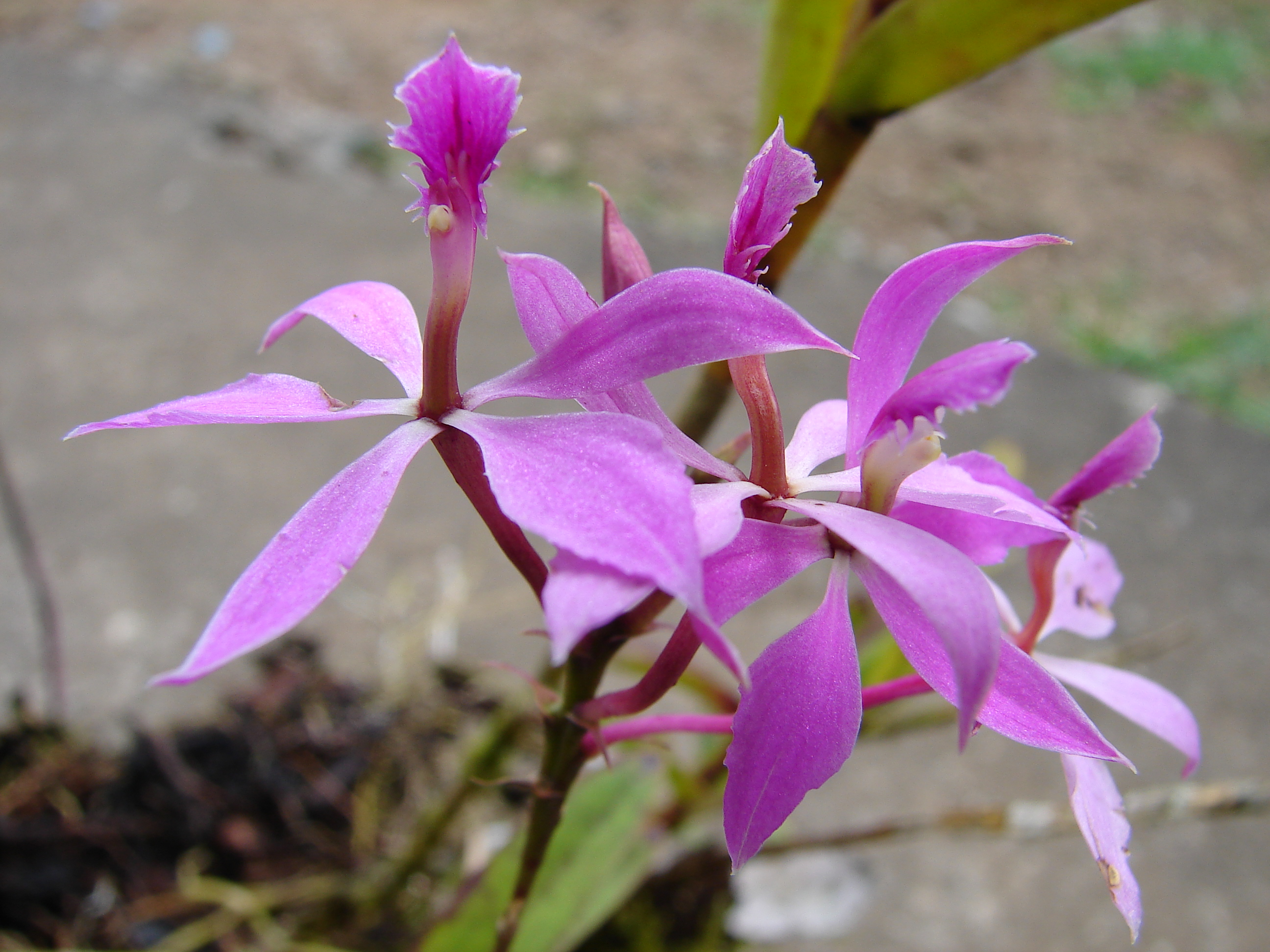
フレクソスム種
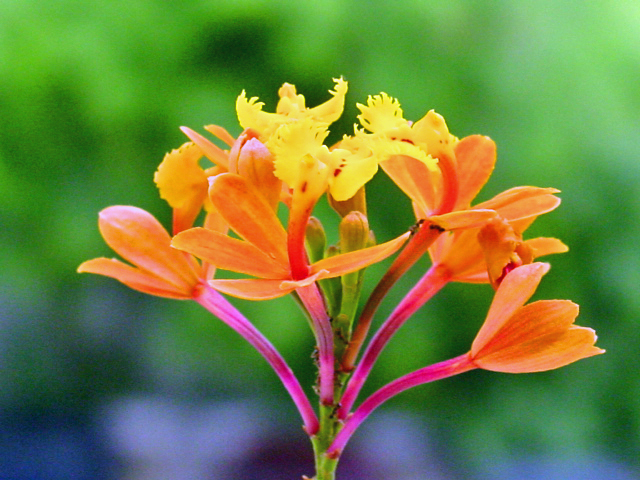
フルゲンス種
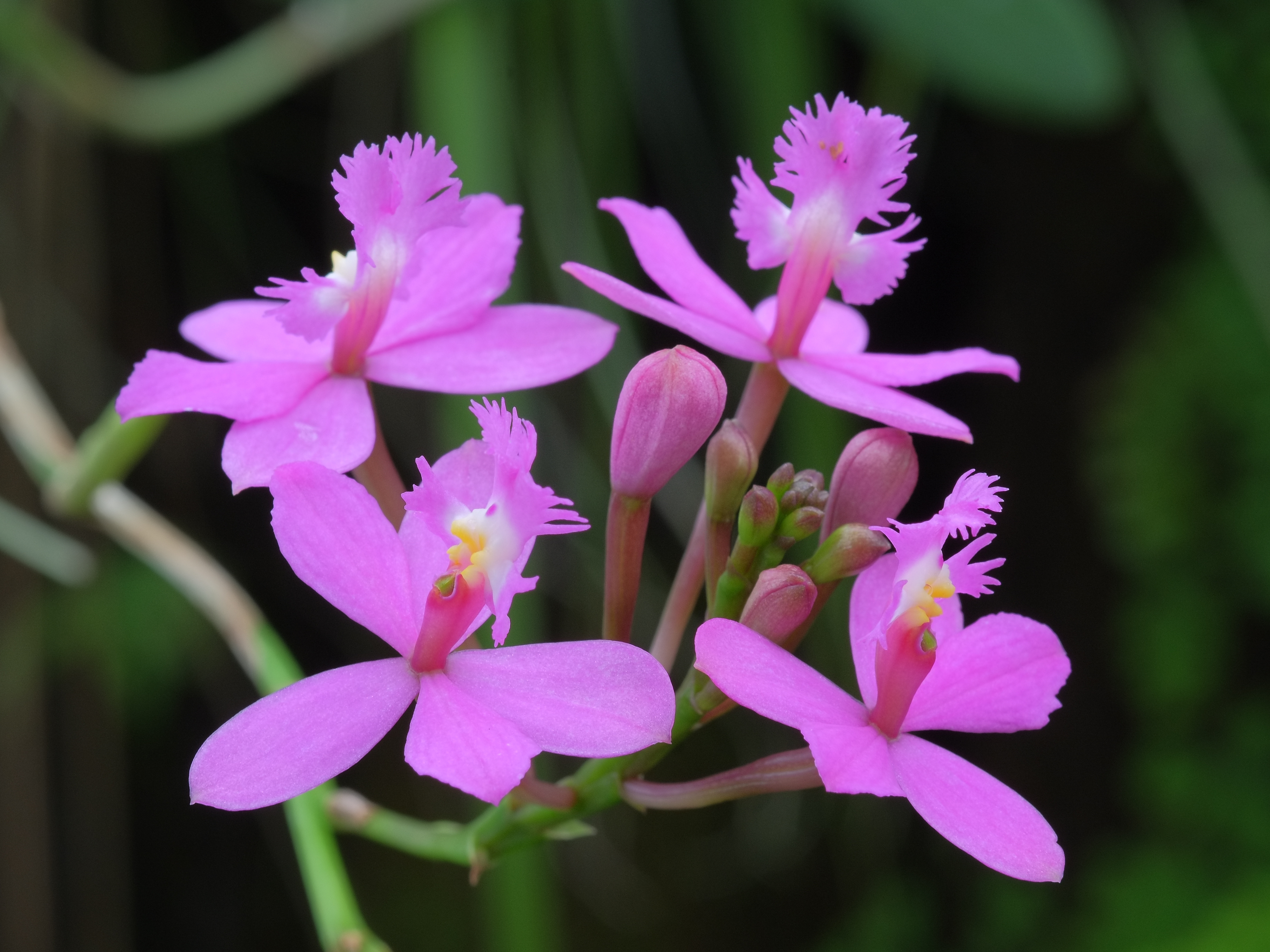
イバゲンス種
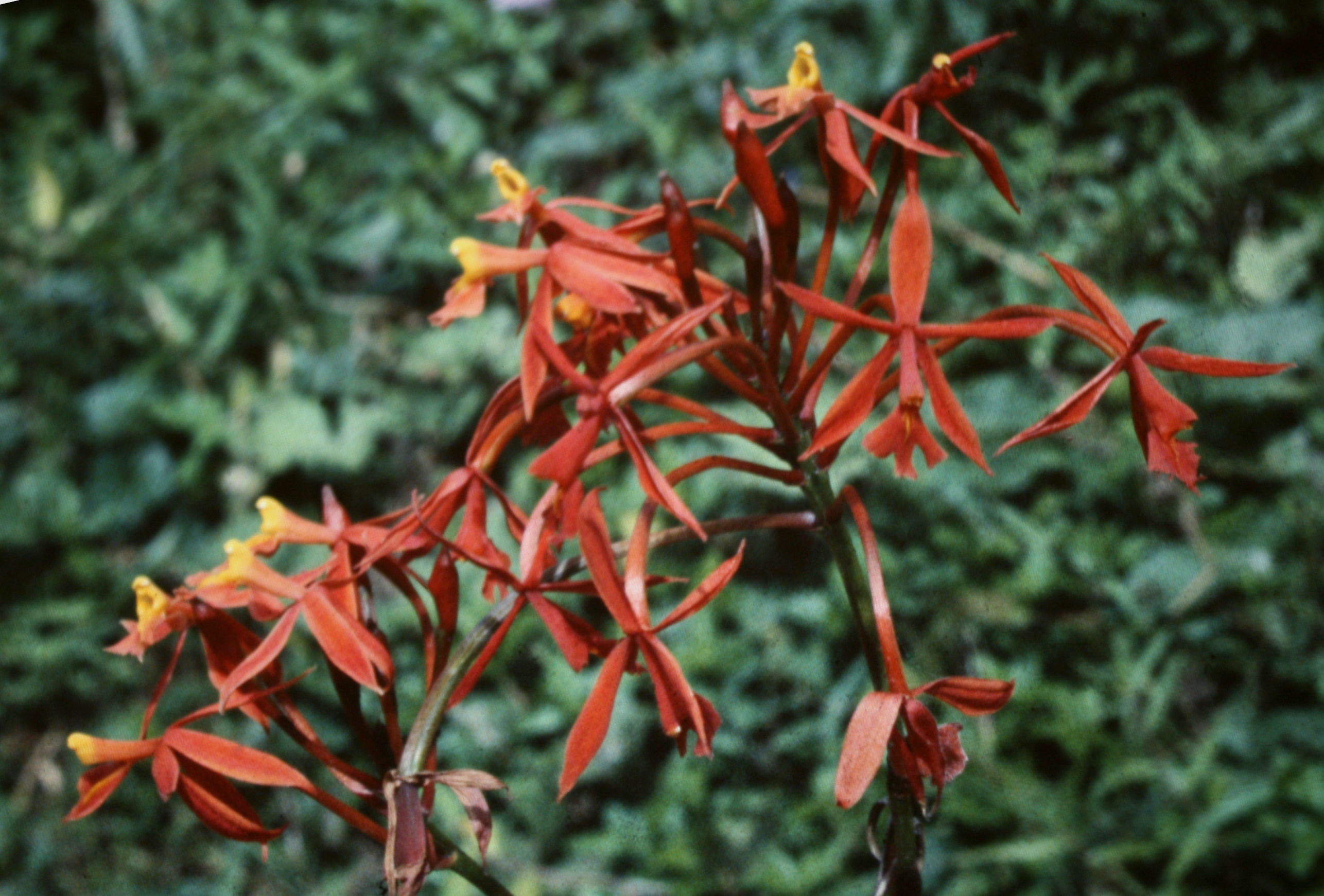
マクロカルプム種
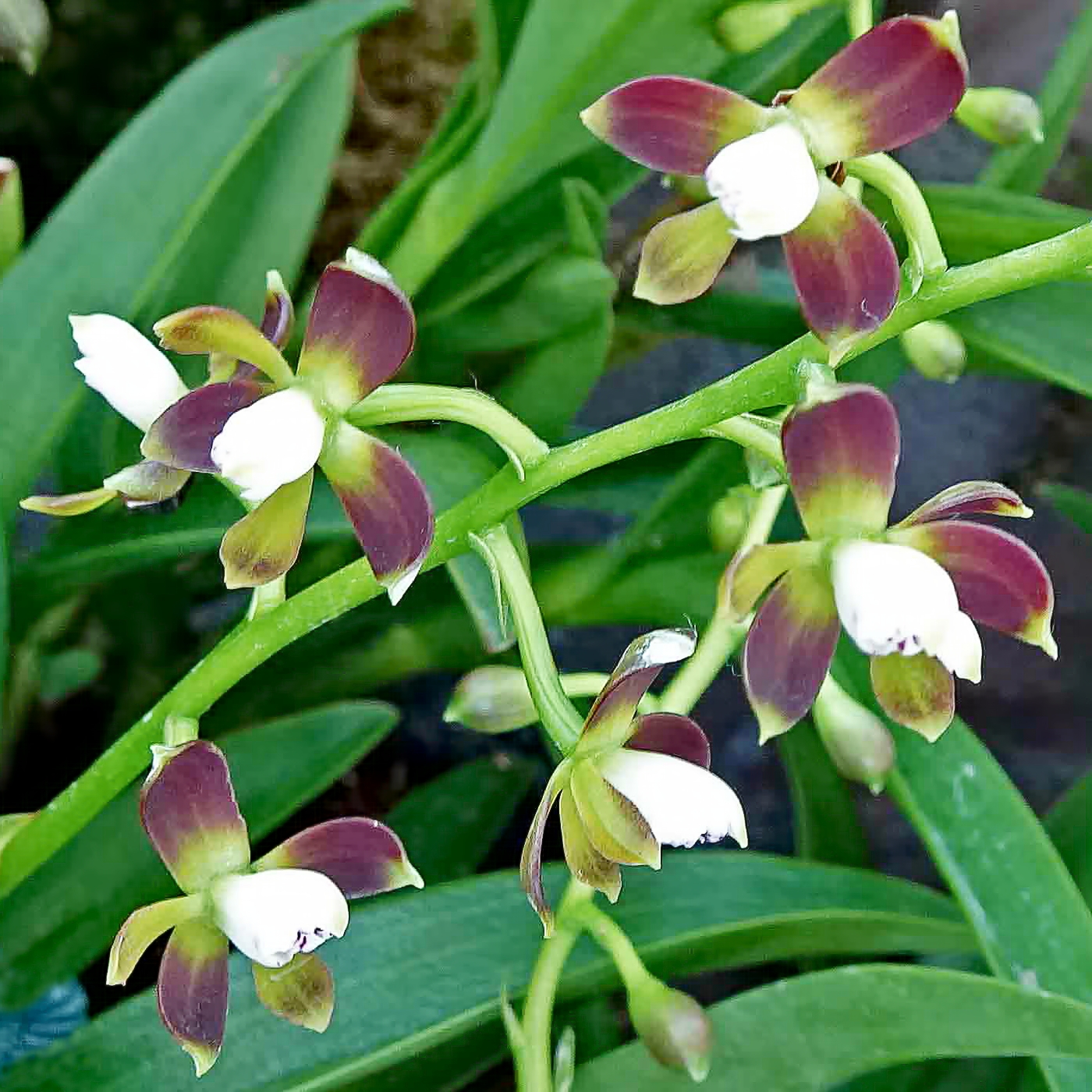
マンカム種
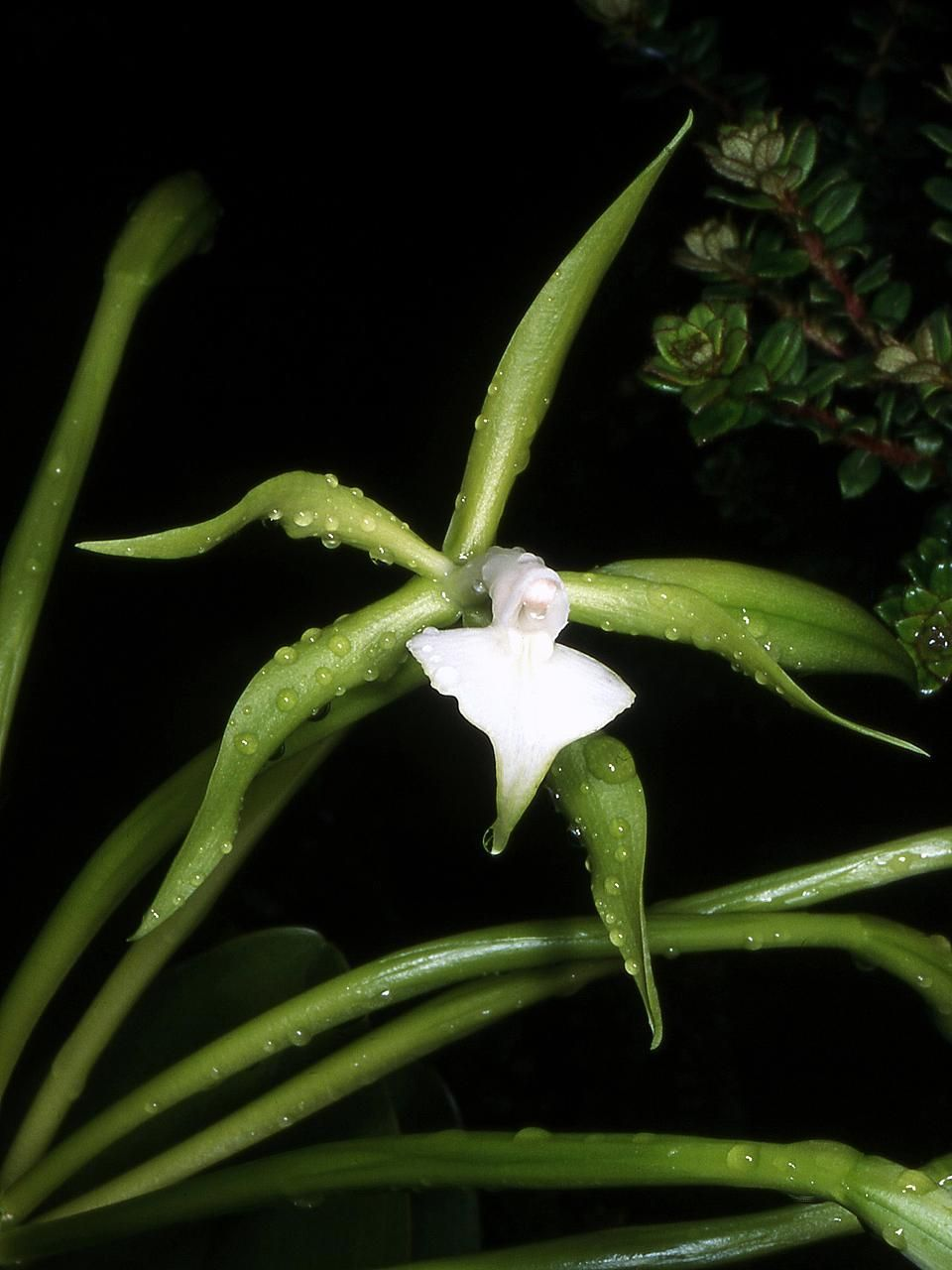
フィロクエムヌム属
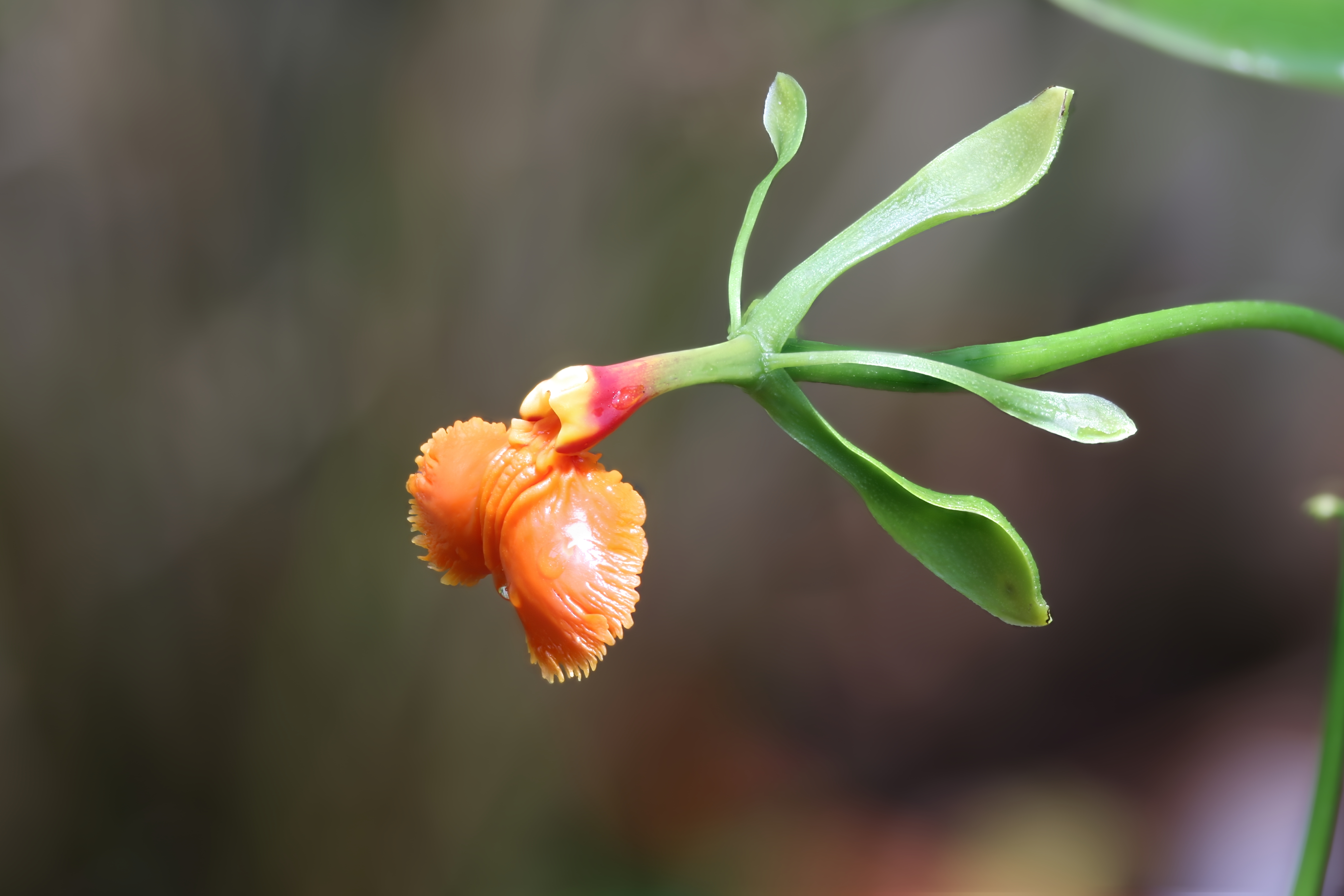
プセウドエピデンドルム種
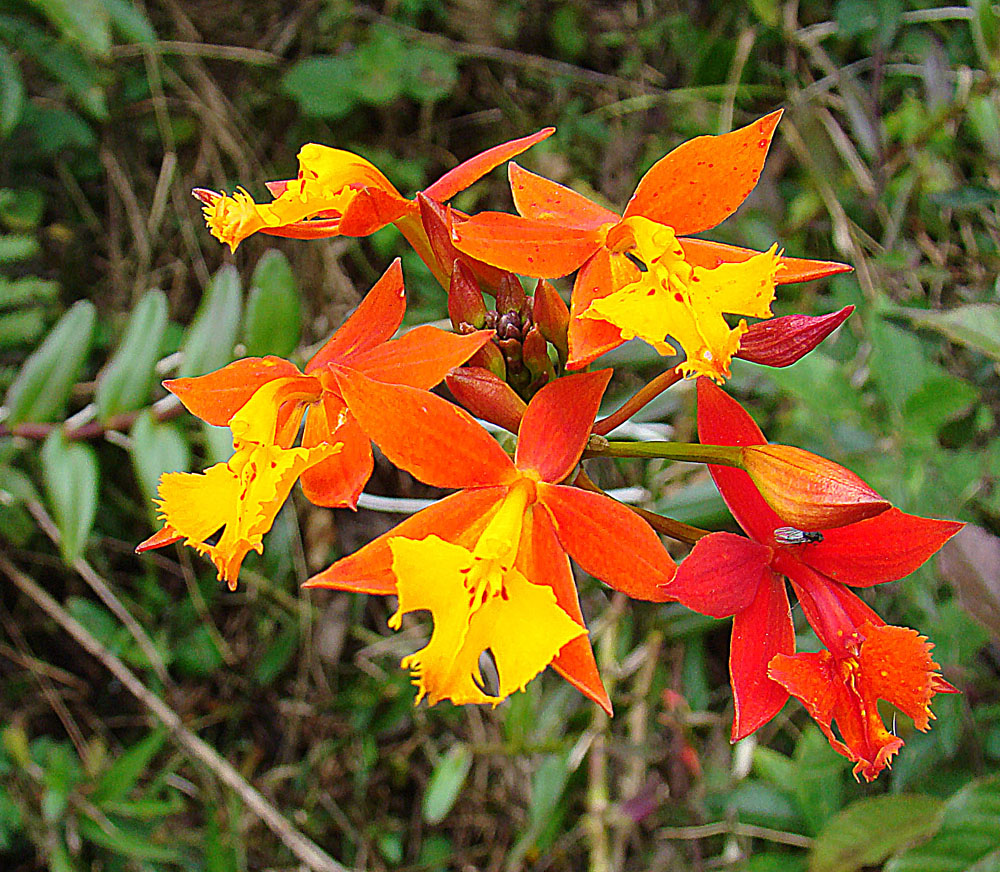
ラディカンス種
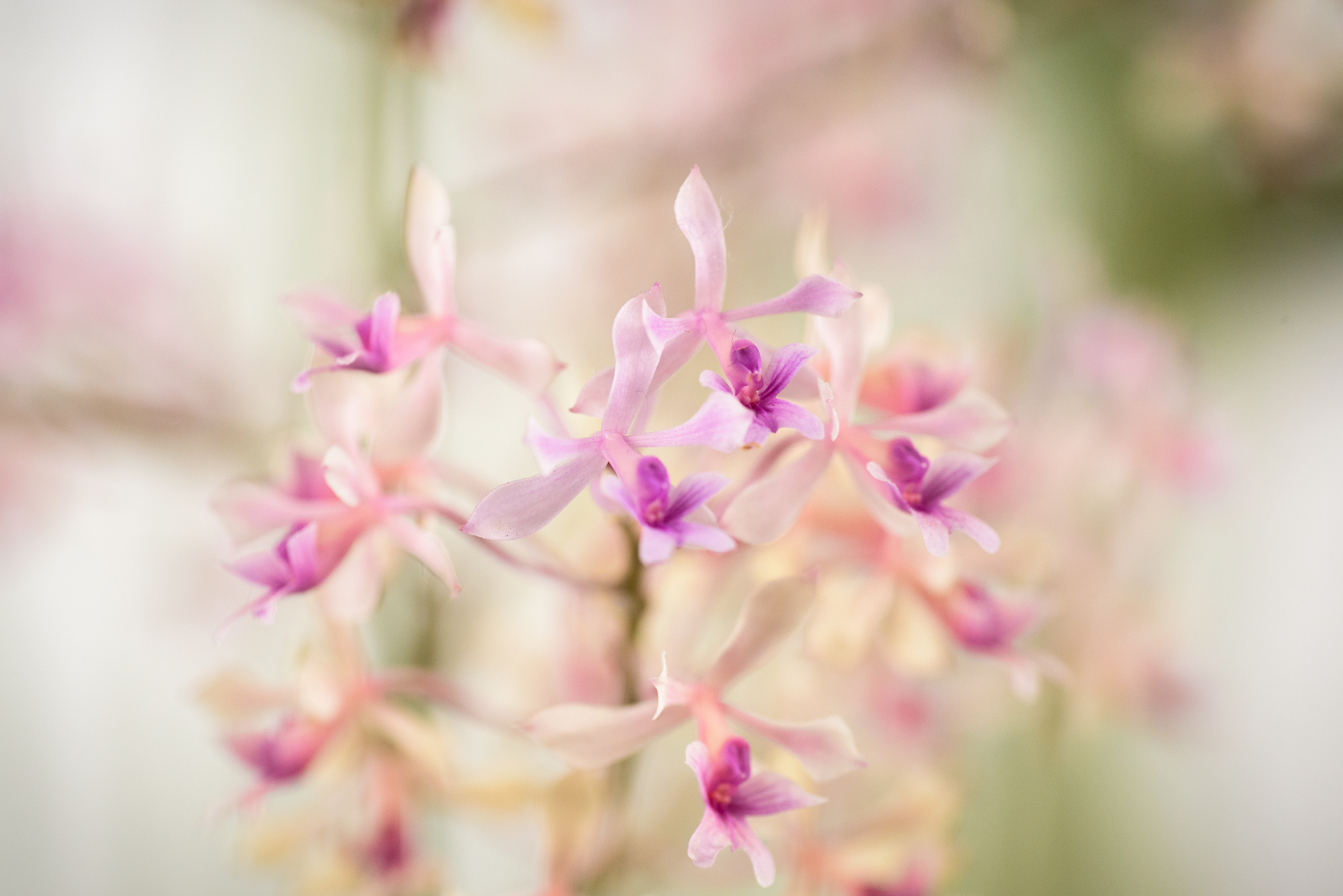
ロンドニエンセ種
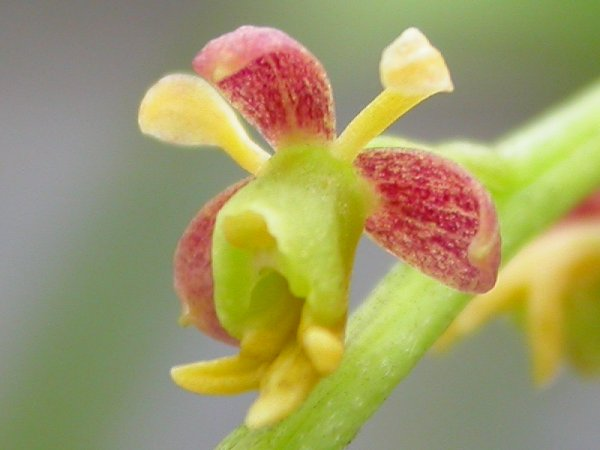
トリダクティヌム種